# Emitent

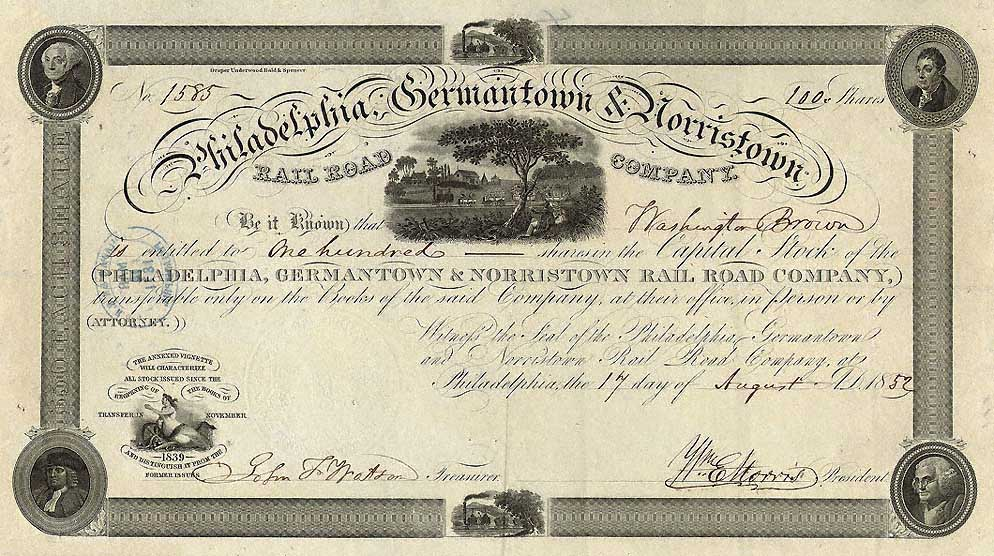
Certyfikat akcji kolei Philadelphia, Germantown & Norristown (1852)

Emitent (od łac. emitto – wypuszczam, wysyłam) – każdy podmiot wprowadzający do obiegu handlowego pieniądz gotówkowy w jakiejkolwiek postaci (monety, banknoty), a także papiery wartościowe (akcje, obligacje, bony itp., także znaczki pocztowe). 
Termin legalny określający podmiot prawa prywatnego lub publicznego emitujący lub zamierzający emitować instrumenty finansowe.
Prawa i obowiązki emitenta określa w Polsce ustawa o obrocie instrumentami finansowymi oraz ustawa o ofercie publicznej i warunkach wprowadzania instrumentów finansowych do zorganizowanego systemu obrotu oraz o spółkach publicznych z dnia 29 lipca 2005 roku (Dz.U. z 2023 r. poz. 646).